# Павел (Григорьев)
Митрополит Па́вел (в миру Алекса́ндр Вячесла́вович Григо́рьев; 30 июня 1974, с. Щорс, Энбекшильдерский район, Кокчетавская область, Казахская ССР) — архиерей Русской православной церкви, митрополит Владивостокский и Приморский.

## Биография
Родился 30 июня 1974 года в селе Щорс Енбекшильдерского района Казахской ССР. Принял крещение в 1992 году. В 1996 году закончил Челябинский технический университет.
10 июля 1998 года пострижен в монашество наместником Михаило-Архангельского мужского монастыря в селе Козиха Новосибирской области иеромонахом Артемием (Снигуром) с именем Павел в честь апостола Павла. В монастыре нёс послушания келаря, благочинного, был настоятелем подворья монастыря в селе Верх-Чик.
12 сентября 1998 года епископом Новосибирским и Бердским Сергием (Соколовым) рукоположён в сан иеродиакона, 26 декабря — сан иеромонаха.
В 2004 году закончил Томскую духовную семинарию.
С мая 2006 по апрель 2010 года нес послушание штатного священника архиерейского подворья в честь иконы Пресвятой Богородицы «Скоропослушница» на станции Мочище Новосибирской области.
В 2009 году заочно закончил Киевскую духовную академию.
4 октября 2012 года назначен наместником (игуменом) мужского Михаило-Архангельского монастыря в селе Козиха Ордынского района Новосибирской области. 4 ноября того же года состоялось его возведение в сан игумена.

### Архиерейство
24 декабря 2015 года решением Священного Синода РПЦ избран для рукоположения во епископа Колыванского, викария Новосибирской епархии.
25 декабря того же года в храме Всех святых, в земле Русской просиявших, Патриаршей и Синодальной резиденции в Даниловом монастыре митрополитом Санкт-Петербургским и Ладожским Варсонофием (Судаковым) возведён в сан архимандрита.
26 декабря 2015 года в Тронном зале Храма Христа Спасителя состоялось наречение архимандрита Павла во епископа Колыванского.
8 января 2016 года в Успенском соборе Московского Кремля была совершена хиротония архимандрита Павла (Григорьева) во епископа Колыванского, викария Новосибирской епархии. Хиротонию совершили патриарх Московский и всея Руси Кирилл, митрополит Истринский Арсений (Епифанов), митрополит Новосибирский и Бердский Тихон (Емельянов), епископ Солнечногорский Сергий (Чашин), епископ Искитимский и Черепановский Лука (Волчков), епископ Карасукский и Ордынский Филипп (Новиков), епископ Каинский и Барабинский Феодосий (Чащин).
28 декабря 2018 года решением Священного Синода Русской православной церковь назначен епископом Ейским и Тимашевским.
30 августа 2019 года решением Священного Синода назначен управляющим Душанбинской епархией с именованием титула в пределах указанной епархии «Душанбинский и Таджикистанский», а также освобождён от должности наместника мужского монастыря во имя святого Архистратига Божия Михаила села Козиха Новосибирской области.
24 октября 2024 года решением Священного Синода освобождён от управления Ейской и Душанбинской епархии и назначен епископом Владивостокским и Приморским2 декабря 2024 г. за Литургией в Храме Христа Спасителя в Москве Святейшим Патриархом Кириллом возведен в сан митрополита.

## Награды
Церковные
- медаль «90 лет Новосибирской епархии» в честь священномучеников Николая Ермолова и Иннокентия Кикина (2013);
- медаль в честь 700-летия прп. Сергия Радонежского (Новосибирская митрополия) (2014);
- медаль «В память 1000-летия преставления равноапостольного великого князя Владимира» (2015);
- медаль святителя Софонии (Сокольского) (Православная Церковь Казахстана) (2021).

Светские:
- медаль Новосибирской области «100 лет со дня рождения маршала авиации А. И. Покрышкина» (2014).